# Alain Marc
Alain Marc (* 29. Januar 1957 in Paris) ist ein französischer Politiker. Er ist seit 2007 Abgeordneter der Nationalversammlung.
Der in Paris geborene Marc wuchs im südfranzösischen Département Aveyron auf. Nach seinem Studium in Montpellier arbeitete er als Lehrer. 1994 zog er in den Generalrat des Départements Aveyron und 2004 in den Regionalrat der Region Midi-Pyrénées ein. Dazu saß er für drei Jahre im Gemeinderat der kleinen Gemeinde Ayssènes. Marc, der bereits seit 2002 Stellvertreter des Abgeordneten Jacques Godfrain im dritten Wahlkreis von Aveyron war, vertrat er diesen Wahlkreis ab 2007 selbst. 2012 wurde er wiedergewählt.